# Actenicerus
Genre
Actenicerus est un genre d'insectes de l'ordre des coléoptères et de la famille des élatéridés.

## Liste des espèces rencontrées en Europe
Selon Fauna Europaea (16 décembre 2021) :
- Actenicerus (Actenicerus) paulinoi (Desbrochers des Loges, 1873)
- Actenicerus (Actenicerus) siaelandicus (O. F. Müller, 1764)

## Liste des espèces
Selon NCBI (31 août 2014) :
- Actenicerus aerosus
- Actenicerus alternatus
- Actenicerus athoides
- Actenicerus giganteus
- Actenicerus infirmus
- Actenicerus kiashianus
- Actenicerus kidonoi
- Actenicerus naomii
- Actenicerus odaisanus
- Actenicerus orientalis
- Actenicerus pruinosus
- Actenicerus siaelandicus
- Actenicerus suzukii
- Actenicerus yamashiro